# Reibel
«Reibel» (фр. mitrailleuse modèle 1931) — французский пулемёт, разработанный правительственным арсеналом в Шательро (фр. Manufacture d'armes de Châtellerault, часто сокращаемое как MAC) на базе ручного пулемёта MAC M1924/29 для установки в танки и крепостные установки линии Мажино. Назван в честь полковника Рейбеля, управлявшего в то время правительственным арсеналом.

## Бронетехника, оснащавшаяся пулемётом Reibel
- AMC P16
- B1
- B1bis
- Renault D1
- Renault D2
- Somua S-35
- Somua S-40
- Hotchkiss H35
- Hotchkiss H-39
- Renault AMR-33
- Renault AMR-35
- FCM 36
- Renault R-35
- Renault R-40
- Renault AMC-35
- Panhard 178
- Renault UE-31
- Lorraine 37L SPG
- AMX-13
- E.B.R.75